# Malina (Opole)

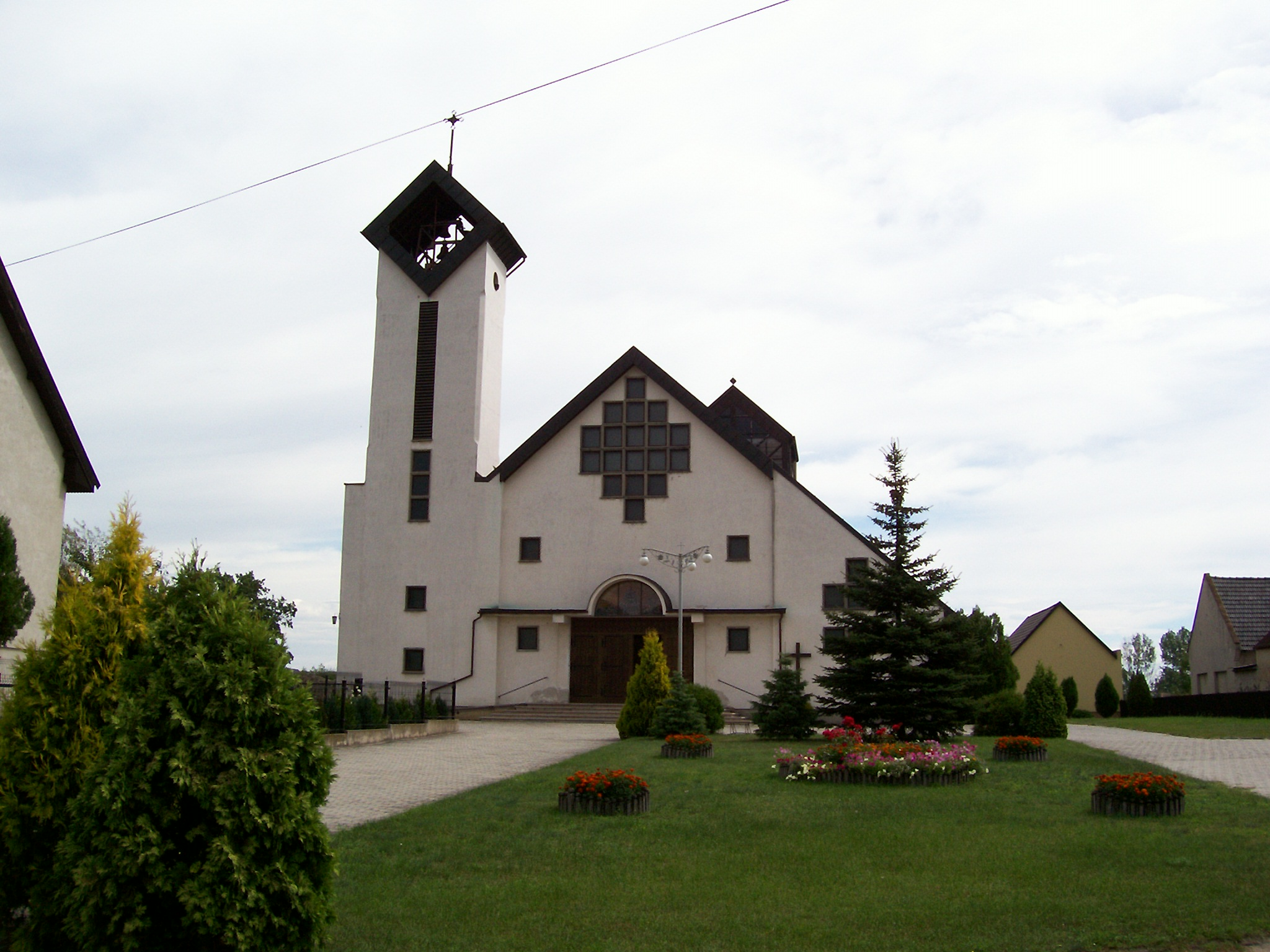
Kościół św. Jadwigi Śląskiej

Malina (niem. Malino, Malsdorf) – część Opola. 
Włączona do Opola 30 października 1975, 1280 mieszkańców; jako wieś wzmiankowana po raz pierwszy w 1439 oraz 1456 roku. Sąsiaduje z Grudzicami i Groszowicami. Przez Malinę przepływa Czarnka oraz Malina.
Znajdują się tutaj:
- kościół pw. św. Jadwigi Śląskiej,
- Zespół Szkolno-Przedszkolny Stowarzyszenia Pro Liberis Silesiae w Opolu
- zalane wyrobiska żwiru i plaża – miejsce odpoczynku opolan,
- pętla autobusowa linii nr 14.

Popularna legenda głosi, iż księżna Jadwiga (żona Henryka Brodatego), podróżując do Krakowa, zatrzymała się na nocleg w Malinie. Miejscowa ludność, pamiętając o tym, po kanonizacji Jadwigi w 1267 r. wybudowała kaplicę ku jej czci. Została zburzona w czasie rozbudowy wsi, jednakże szybko ją odtworzono u zbiegu dróg z Groszowic i Grudzic.
Istnieje dokument z 1456 roku potwierdzający, że niejaki Wawrzyniec Koduła z Maliny przedłożył komisarzowi cesarskiemu list na 6 łanów. Od roku 1618 wieś należała do groszowickiej parafii. Mieszkańcami Maliny byli wówczas m.in.: kowal, krawiec, szewc, kołodziej, tkacz, młynarz i kilku karczmarzy. W 1845 roku urodził się tu zbójnik śląski Wincenty Eliasz. W 1861 roku osada liczyła 512 mieszkańców. Pierwsze wzmianki o jej istnieniu sięgają 1850 r., jednak wtedy nauczano w niej tylko po niemiecku. W 1936 władze hitlerowskie zmieniły nazwę miejscowości na Malsdorf. W latach 1989–1993 wybudowano kościół parafialny pw. św. Jadwigi Śląskiej.
W latach 1954–1959 wieś należała i była siedzibą władz gromady Malina, po jej zniesieniu w gromadzie Malina.